# Bão Noru (2022)
Bão Noru (tiếng Hàn Quốc: 노루, nghĩa là Hoẵng phiên hay con hoẵng, phiên âm tiếng Việt: Nô-ru), còn được gọi là bão cuồng phong Karding ở Philippines, siêu bão Noru hoặc bão số 4 năm 2022, là một xoáy thuận nhiệt đới trong Mùa bão Tây Bắc Thái Bình Dương 2022 được hình thành từ phía đông của Philippines. Bão đã đổ bộ lên Philippines vào chiều ngày 25 tháng 9 và đi vào Biển Đông vào sáng sớm 26 cùng tháng, sau đó di chuyển về phía Miền Trung Việt Nam và đổ bộ vào đất liền vào ngày 28 tháng 9 năm 2022, được cảnh báo cấp độ rủi ro thiên tai tại bốn tỉnh là Đà Nẵng, Quảng Nam, Quảng Ngãi, Bình Định ở cấp 4.

## Lịch sử khí tượng
| Thang bão Saffir–Simpson |     |    |    |    |    |    |
| ATNĐ                     | BNĐ | C1 | C2 | C3 | C4 | C5 |

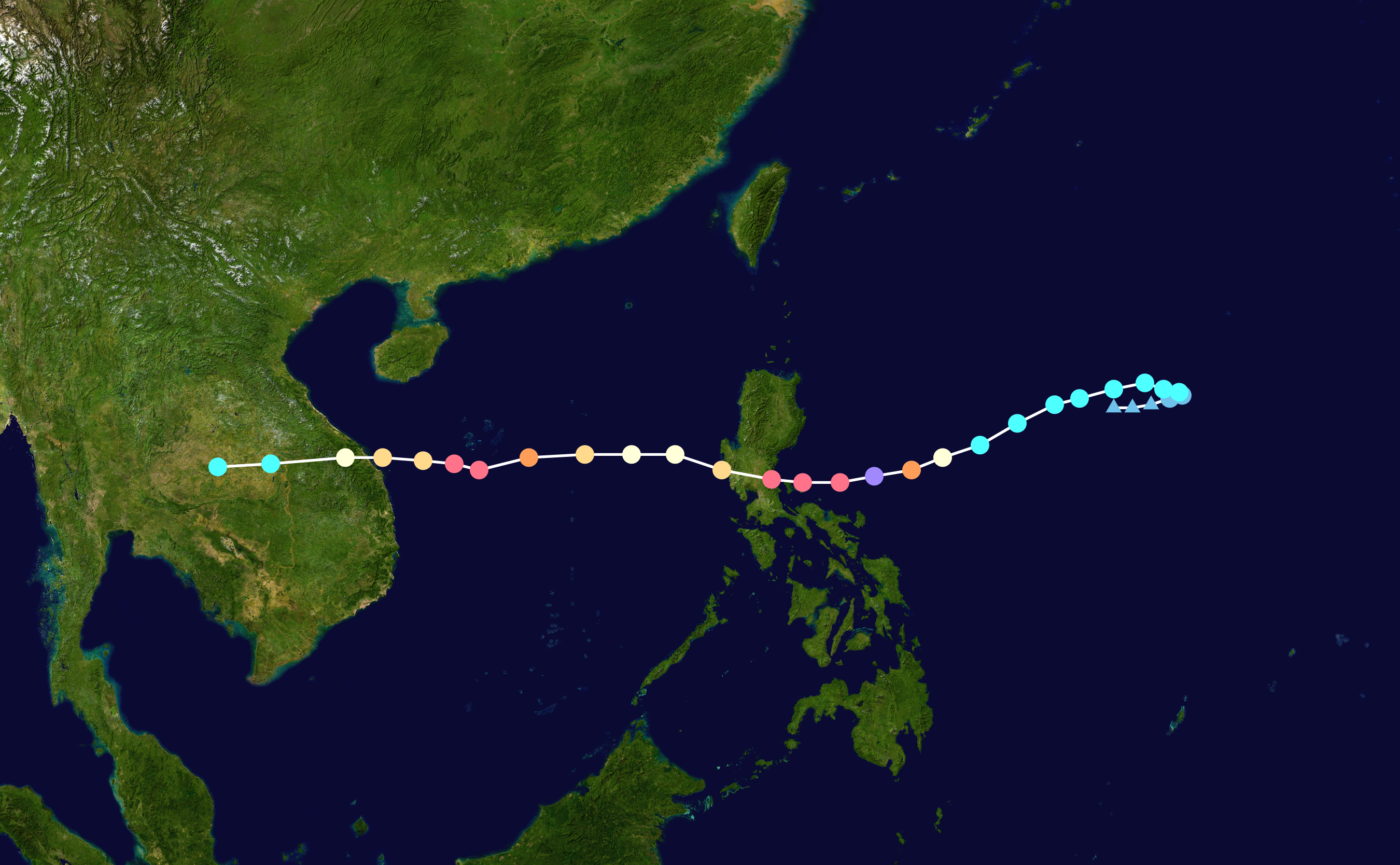
Hình thành trên biển Philippines, Noru sau khi mạnh thành bão nhiệt đới thì chỉ sau 40 giờ, bão đạt cường độ cực đại, bão đổ bộ Luzon và gây thiệt hại không nhỏ cho Philippines, bão vào biển Đông sau khi suy yếu nhưng mạnh lên lại ngay khi tiệm cận Trung Trung Bộ, bão đổ bộ vào Quảng Nam-Đà Nẵng. Sau đó bão qua Lào, suy yếu thành áp thấp nhiệt đới và tan ở Thái Lan.

Bão Noru hình thành từ một vùng áp thấp ngoài khơi Philippines, mạnh lên thành áp thấp nhiệt đới trong ngày 22/9, tiếp tục mạnh lên thành bão vào 23/9.
Vào lúc 17h ngày 25/9, tâm bão đang ở quần đảo Polillo, với sức gió duy trì 195 km/h, giật 240 km/h.
Sáng sớm ngày 26/9, Bão Noru đã vượt qua đảo Luzon của Philippines tiến vào Biển Đông. Sức gió mạnh nhất vùng gần tâm bão mạnh cấp 12-13 (118–149 km/giờ), giật cấp 14.
Lúc 4h sáng ngày 27/9, bão Noru hoạt động trên vùng biển phía đông nam quần đảo Hoàng Sa. Sức gió mạnh nhất cấp 14, giật cấp 16, tăng một cấp so với 8 giờ trước. Đây là cơn bão được đánh giá là mạnh nhất trong vòng 20 năm qua kể từ cơn bão Xangsane năm 2006 đổ bộ trực tiếp vào thành phố Đà Nẵng.

## Chuẩn bị và tác động

### Chuẩn bị

#### Philippines

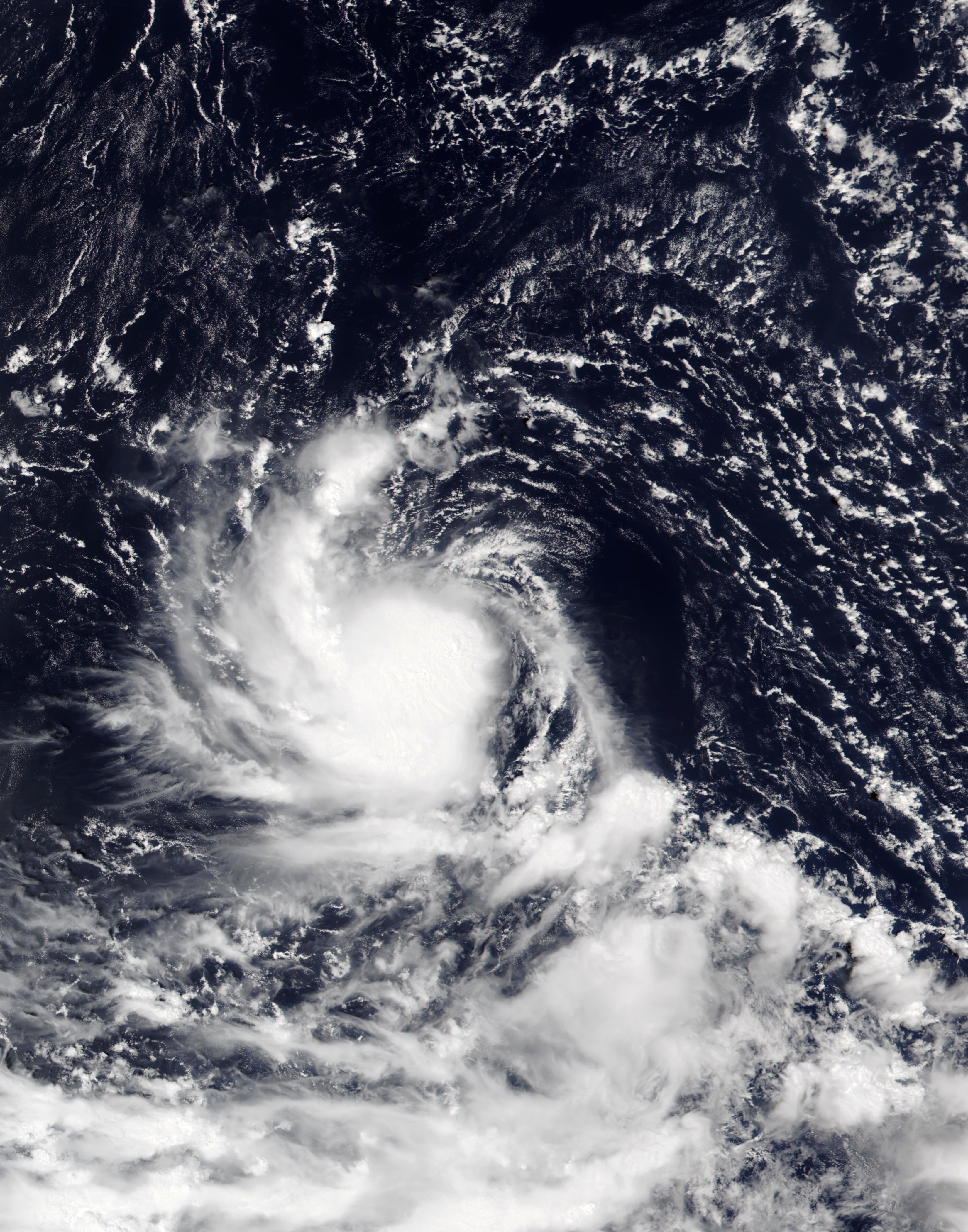
Bão Noru trước khi vào Philippines, ảnh vệ tinh được chụp ngày 23 tháng 9.

PAGASA bắt đầu phát hành bản tin về Noru vào ngày 22 tháng 9. Ban đầu dự kiến vẫn là một áp thấp nhiệt đới, cơ quan này đã nâng khả năng nâng tín hiệu gió xoáy thuận nhiệt đới lên đến Tín hiệu số 1. PAGASA bắt đầu nâng Tín hiệu số 1 như sớm nhất là ngày 23 tháng 9; tín hiệu lần đầu tiên được phát ở Isabela và Aurora. Bộ phận Dự báo và Cảnh báo Lũ lụt của PAGASA (PAGASA-FFWS) cũng đưa ra lời khuyên tại các khu vực của Ifugao và Isabela bên cạnh sông Magat - đập tràn chính của đập Magat, gần đường dẫn dự báo của cơn bão. Ủy ban Viễn thông Quốc gia cũng chỉ đạo các công ty viễn thông đảm bảo đủ nguồn lực tại các khu vực dự báo sẽ bị ảnh hưởng bởi bão.
Vào ngày 24 tháng 9, đập Magat bắt đầu xả lượng nước dư thừa với tốc độ 200 cm khối (12in³) mỗi giây để chuẩn bị cho cơn bão. PAGASA cũng bắt đầu nâng Tín hiệu số 2 ở các vùng của Isabela, Aurora và Quần đảo Polillo  Hiện được dự báo sẽ đạt cường độ bão, cơ quan này cảnh báo về khả năng tăng Tín hiệu số 4 khi cơn bão gần đến. Ở Cagayan và Isabela, nông dân thu hoạch mùa màng sớm để chuẩn bị. Văn phòng Phòng vệ Dân sự (OCD) ở Thung lũng Cagayan đã được đặt trong tình trạng báo động đỏ; Các lệnh cấm đi thuyền, câu cá và bán rượu đã được áp dụng đối với khu vực. Sự Bộ Phúc lợi Xã hội và Phát triển (DSWD) và cơ quan thiên tai tỉnh Cagayan cũng đã đảm bảo ngân quỹ để ứng phó ngay lập tức và chuẩn bị sẵn các gói thực phẩm và nhân viên trong toàn khu vực.

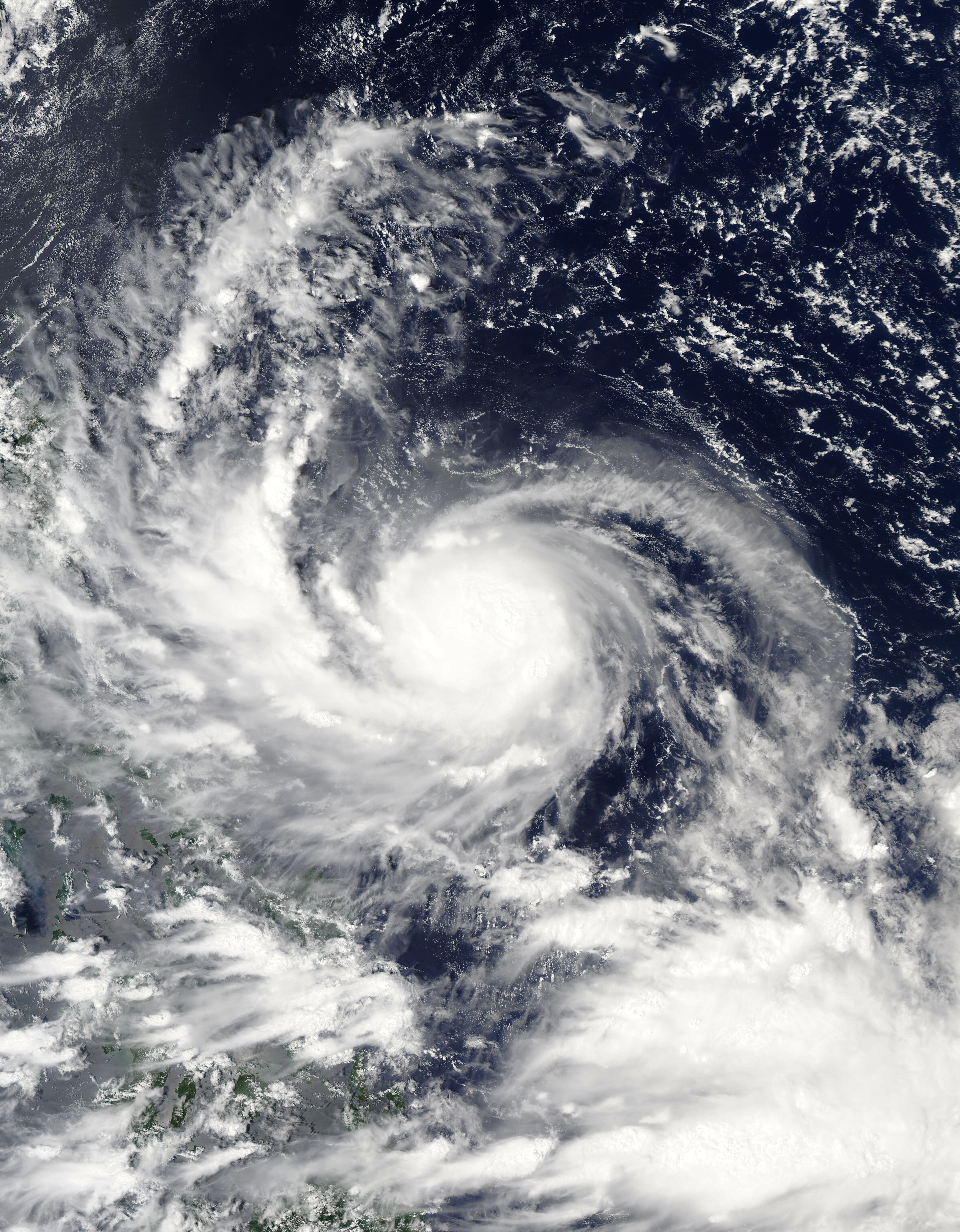
Bão Noru vào ngày 24 tháng 9, ngay trước khi đổ bộ Philippines.

OCD ở khu vực Bicol cũng được cảnh báo màu xanh lam, đề phòng ảnh hưởng của gió mùa tây nam tăng cường. Hội đồng Quản lý và Giảm thiểu Rủi ro Thiên tai Quốc gia (NDRRMC) cũng được đặt trong tình trạng báo động đỏ khi tổ chức này kích hoạt các nhóm của Trung tâm Điều hành Khẩn cấp. Các Lực lượng Vũ trang của Philippines và Cơ quan Phát triển Thủ đô Manila cũng đã chuẩn bị cho các tác động của cơn bão. Cục Mỏ và Khoa học Địa chất cũng cảnh báo về lở đất và lũ lụt ở các vùng của Nueva Vizcaya, Quirino và Cagayan. Các Bộ Công trình Công cộng và Đường cao tốc (DPWH) cũng đã đóng cửa Đường Kennon, một con đường chính nhưng nguy hiểm nối La Union và Baguio ở Benguet, với lý do an toàn công cộng. DPWH cũng bắt đầu chuẩn bị các đội phản ứng nhanh bao gồm nhân viên bảo trì và thiết bị sẽ giám sát khả năng đi qua của các con đường trong các khu vực bị ảnh hưởng. Hội Chữ thập đỏ Philippines đã chuẩn bị các tình nguyện viên của mình, bao gồm các nhân viên hoạt động và nhân viên trên bộ. Các công ty viễn thông PLDT , Smart và Globe đã chuẩn bị các trạm sạc và gọi điện miễn phí để triển khai nhanh chóng. Vào tối ngày 24 tháng 9 (PHT), Tín hiệu số 3 đã được nâng lên ở Quần đảo Polillo và một phần của Camarines Norte.
Sáng ngày 25 tháng 9 (PHT), sau một thời gian tăng cường nhanh kéo dài, PAGASA đã đánh giá sự phát triển của cơn bão thành siêu bão. Sau đó, cơ quan này bắt đầu nâng Tín hiệu số 4, bắt đầu từ quần đảo Polillo. Không loại trừ khả năng đổ bộ vào đất liền như một siêu bão, với cơ quan này dự kiến sẽ nâng mức tín hiệu gió cao nhất, Tín hiệu số 5, khi cơn bão đi qua. Các cơ quan thiên tai địa phương của Quezon, Bicol và Baguio đã được đặt trong tình trạng báo động đỏ. Vào lúc 11:00 PHT (03:00 UTC), Tín hiệu số 5 được phát ra ở Quần đảo Polillo và phần cực bắc của Quezon; PAGASA sau đó sẽ nâng cao tín hiệu ở các vùng của bảy tỉnh khác.
Các khu vực ven biển đã được cảnh báo về triều cường ở các khu vực ven biển. Các lưu vực sông Pampanga, Agno, Cagayan và Pasig-Marikina , bao gồm cả tiểu lưu vực Magat, cũng được PAGASA-FFWS đặt trong tầm quan sát lũ lụt. Viện Núi lửa và Địa chấn Philippines cũng đưa ra các lời khuyên cho Núi Pinatubo và Núi lửa Taal. Các thành phố và đô thị duy nhất của Metro Manila, ngoại trừ Makati, tất cả đều độc lập tuyên bố đình chỉ các lớp học ở tất cả các cấp vào ngày hôm sau, ngày 26 tháng 9 (thứ Hai). Các lớp học cho ngày 26 tháng 9 cũng đã bị đình chỉ bởi các đơn vị chính quyền địa phương ở tất cả các cấp ở các vùng của Calabarzon và Trung Luzon. Các tòa án ở Metro Manila, Central Luzon, Calabarzon và Bicol đã bị Tòa án Tối cao ra lệnh đóng cửa vào ngày 26 tháng 9. Vào tối ngày 25 tháng 9 (PHT), Văn phòng Tổng thống đã công bố một biên bản đình chỉ công việc tại văn phòng chính phủ và các lớp học ở tất cả các cấp học của các trường công lập ở Metro Manila và trong Vùng Ilocos, Thung lũng Cagayan, Trung tâm Luzon, Calabarzon, Mimaropa, Vùng Bicol và Vùng Hành chính Cordillera vào ngày 26 tháng 9.
Đại sứ quán Hoa Kỳ tại Philippines và Sở giao dịch chứng khoán Philippines cũng tuyên bố đình chỉ công việc và hoạt động trong ngày 26 tháng 9. Hiệp hội điền kinh National Collegiate và các trận đấu của Shakey's Super League đã bị hủy bỏ khi cơn bão gần đến Metro Manila - theo Signal No. 3 tại thời điểm; Hiệp hội Bóng rổ Philippines cũng hoãn các trận đấu của họ dự kiến từ ngày 25 đến ngày 27 tháng 9. Muntinlupa, Thành phố Quezon, và tỉnh Quezon đều bắt đầu sơ tán cư dân của họ vào ngày 25 tháng 9. NDRRMC báo cáo 91.169 người - 23.151 gia đình - đã sơ tán trước.

#### Việt Nam

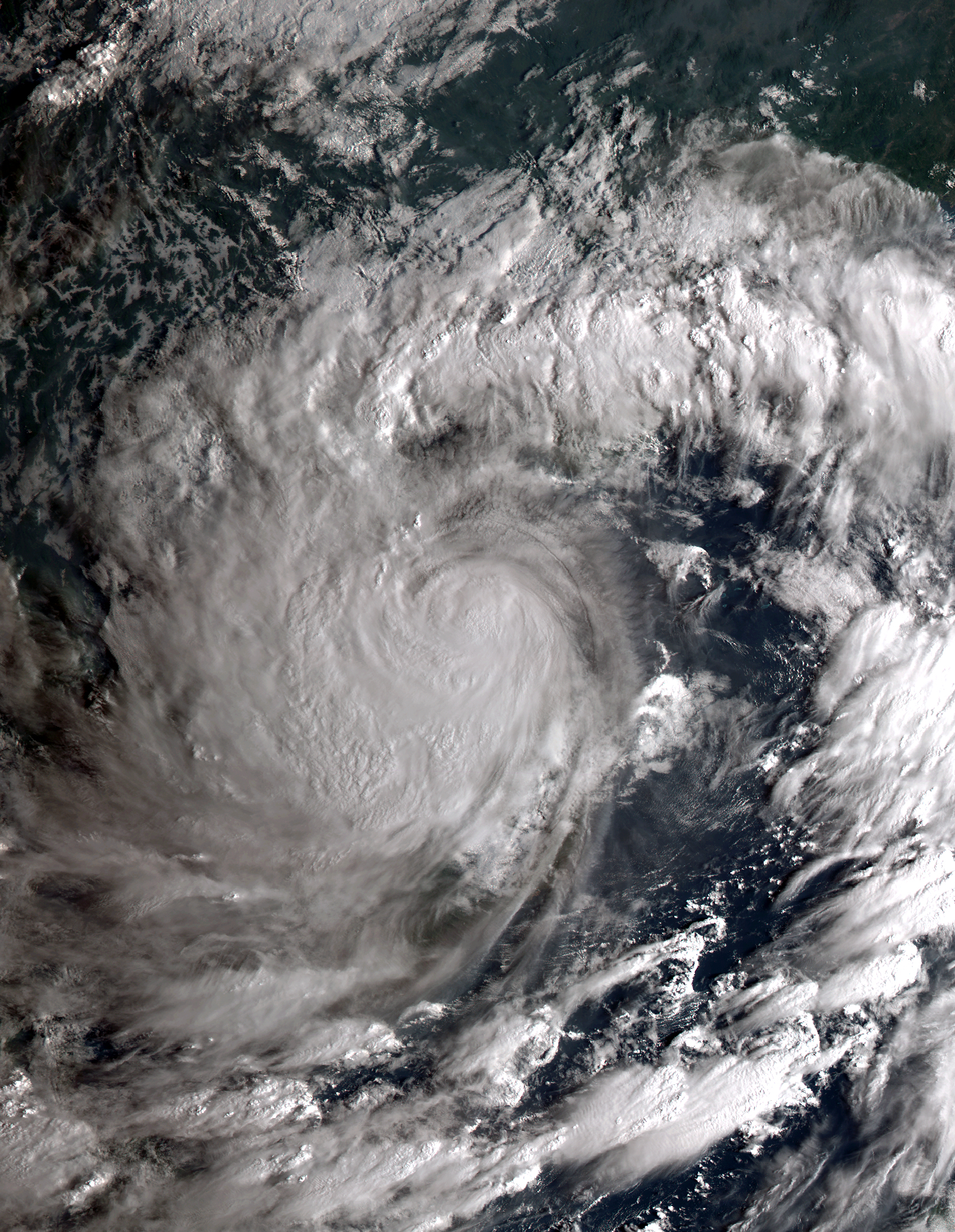
Noru lúc 7 giờ sáng ngày 28 tháng 9 theo giờ Việt Nam, khoảng 3 giờ sau khi đổ bộ. Cường độ bão tại thời điểm này theo khí tượng Việt Nam là cấp 8.

Các cộng đồng địa phương ở nước ta kêu gọi cư dân sơ tán khỏi các khu vực có nguy cơ bao gồm Đà Nẵng và ba tỉnh thành khác. Chính quyền Đà Nẵng cũng đã ra lệnh cho người dân ở trong nhà từ 8 giờ tối ngày 27 tháng 9 cho đến khi có thông báo mới. Hơn 100.000 hộ gia đình trong số 400.000 người đã được sơ tán khi Noru gần đến. Khoảng 270.000 quân nhân đã được đặt trong tình trạng sẵn sàng. Hàng trăm chuyến bay đã bị hủy bỏ. Ít nhất 327.937 người đã được sơ tán trên khắp các tỉnh.

### Tác động
| Quốc gia    | Chết | Mất tích | Chú thích |
| Philippines | 12   | 6        | [ 6 ]     |
| Việt Nam    | 8    | 1        | [ 7 ]     |
| Thái Lan    | 1    | 0        | [ 8 ]     |
| Tổng cộng   | 21   | 7        |           |

#### Philippines
Ngày 26/9, năm nhân viên cứu hộ Philippines thiệt mạng, chết đuối vì thuyền của họ bị một bức tường đổ trúng lúc đang cố gắng cứu những người bị mắc kẹt.

#### Việt Nam
Ngày 26 tháng 9, một ngư dân của Việt Nam đã bị rơi xuống biển và mất tích trong quá trình di chuyển tàu về nơi tránh trú bão Noru.
Hơn 60 người bị thương, 8 người chết và 1 người mất tích, nhiều cây xanh bị gãy đổ, nhiều nhà bị tốc mái.
Do ảnh hưởng của bão số 4, tại Cù Lao Chàm ghi nhận gió mạnh cấp 11 (104 km/h), giật cấp 14 (158 km/h); Lý Sơn ghi nhận gió mạnh cấp 10 (94 km/h), giật cấp 12 (122 km/h). Trên đất liền khu vực Đà Nẵng-Quảng Nam có gió mạnh cấp 7-9, giật cấp 11-13; khu vực từ Quảng Bình đến Thừa Thiên ghi nhận gió giật cấp 7- 8.
Bão Noru từng được nhận định là cơn bão mạnh nhất trong 20 năm trở lại đây đổ bộ vào miền Trung Việt Nam, càng vào gần bờ càng mạnh, và cảnh báo rủi ro thiên tại cấp 4 đã được ban hành. Tuy nhiên các tác động trực tiếp của bão không như dự báo ban đầu, bão đã suy yếu khi tiếp cận đến bờ biển tỉnh Quảng Nam và khi đổ bộ chỉ còn mạnh cấp 10-11, giật cấp 13 theo nhận định của Tổng cục Khí tượng thuỷ văn Việt Nam. Theo Tổng cục Khí tượng Thuỷ văn, dự báo của Việt Nam sát với thực tế hơn, cho rằng các cơ quan khí tượng quốc tế đã dự báo và đánh giá sức gió đổ bộ quá cao. Thiệt hại do gió bão ở các tỉnh Trung Trung Bộ của Việt Nam không quá lớn. Thủ tướng Chính phủ Phạm Minh Chính cho biết kết quả phòng chống bão là khả quan, các cơ quan, tổ chức và hệ thống chính trị đã được Thủ tướng khen ngợi.
Tính đến 17:30 ngày 2 tháng 10, mưa lũ tại các tỉnh Nghệ An, Hà Tĩnh đã làm 8 người chết); 26 nhà thiệt hại trên 70 %; 143 nhà bị hư hỏng, tốc mái... Ngoài ra, theo thống kê của Văn phòng Thường trực Ban Chỉ đạo Quốc gia về phòng chống thiên tai và phóng viên TTXVN tại các địa phương, còn có 55 ngôi nhà bị ảnh hưởng do sạt lở đất; hơn 2.000 hộ phải di dời; 14.033 nhà tại Nghệ An, Hà Tĩnh, Thanh Hóa bị ngập, hiện nước đang rút chậm.
Mưa lũ cũng làm 11.435 ha lúa, hoa màu; hơn 3.800 ha cây công nghiệp, ăn quả, hàng năm, lâu năm; gần 135 ha rừng; trên 9.000 ha ao hồ; hơn 710 tấn muối bị thiệt hại; 155.340 con gia súc, gia cầm bị chết, cuốn trôi; 127 điểm trường bị ảnh hưởng, 4 phòng họp bị tốc mái; 9.150 m kênh mương; 26 đập loại nhỏ bị hư hỏng; 82 cầu, cống bị hư hỏng; 1.550 m bờ sông bị sạt lở; trên 75.800 m3 đất đá sạt lở; 112 cầu, cống bị hư hỏng; 29 vị trí bị ngập; 100 vị trí bị sạt lở; 51 cột điện, trên 5.500 m tường rào bị đổ...
Riêng tại Nghệ An, vào lúc 19:15 ngày 29 tháng 9 năm 2022, xảy ra vụ đoạn đê thuộc địa bàn xóm 7, xã Hưng Đạo, huyện Hưng Nguyên ngăn cách giữa sông Làng Cần và xóm 7 đã bị vỡ 1 đoạn khoảng 4–5 m do mực nước giữa trong đê và ngoài đê chênh lệch lớn nên nước chảy xiết gặp nhiều khó khăn trong công tác ứng cứu khắc phục hậu quả vỡ đê. Đây là tuyến đê xung yếu, bảo vệ cho gần 1.700 hộ dân (khoảng 6.000 nhân khẩu).
Trong gần 6 giờ đồng hồ, hàng trăm cán bộ, chiến sỹ Bộ đội, công an cùng nhân dân đã không quản ngại khó khăn dầm mình trong nước sâu đóng cọc, che lưới, vận chuyển đất, đá để ngăn nước, vá đoạn đê bị vỡ.
Đến 6:00 ngày 30 tháng 9, tuyến đê vỡ đã cơ bản được khắc phục, đảm bảo an toàn tính mạng và tài sản cho người dân ở khu vực lân cận.
Từ ngày 28 tháng 9 đến ngày 2 tháng 10, tổng lượng mưa phổ biến trên địa bàn tỉnh từ: 250–500 mm. Riêng huyện Quỳnh Lưu 672 mm, Thanh Chương 575 mm. Sáng ngày 2 tháng 10, huyện Kỳ Sơn đã có mưa lớn cục bộ gây ra lũ quét khiến hành chục ngôi nhà bị vùi lấp và gây ra ngập úng tại xã Tà Cạ và thị trấn Mường Xén.